# Jayde Riviere
Jayde Yuk Fun Riviere (Pickering, 22 gennaio 2001) è una calciatrice canadese, attaccante del Manchester United e della nazionale canadese.

## Palmarès

### Nazionale
- Oro olimpico: 1

Tokyo 2020